# Rude Awakening (série télévisée)
Pour les articles homonymes, voir Rude Awakening.
Rude Awakening est une série télévisée américaine en 55 épisodes de 25 minutes, créée par Claudia Lonow et diffusée entre le 1er août 1998 et le 15 février 2001 sur Showtime.
En France, la série a été diffusée entre le 6 septembre 1998 et le 23 juin 2002 sur Canal Jimmy. En Suisse, elle a été diffusée sur RTS Un.

## Synopsis
Cette série met en scène les mésaventures de Billie Frank, une ex-actrice de soap opera devenue alcoolique. Elle tente de devenir écrivain, tout en se battant avec ses habitudes auto-destructives.

## Distribution

### Acteurs principaux
- Sherilyn Fenn (V. F. : Virginie Méry) : Billie Frank
- Jonathan Penner (V. F. : Éric Aubrahn) : Dave Parelli
- Lynn Redgrave (V. F. : Régine Blaess) : Trudy Frank
- Rain Pryor (V. F. : Laure Sabardin) : Jackie Garcia
- Richard Lewis (V. F. : Patrick Laplace) : Harvey Schwartz
- Roger E. Mosley (V. F. : Med Hondo) : Milton « Milt » Johnson
- Mario Van Peebles (V. F. : Pascal Légitimus) : Marcus Adams

### Acteurs récurrents
- Joanna Cassidy (V. F. : Pauline Larrieu) : Colleen (saison 1)
- Beverly D'Angelo (V. F. : Anne Kerylen) : Sydney « Syd » Gibson (saison 2)
- Jack Plotnick (V. F. : Tanguy Goasdoué) : Clark (saison 2)
- Salli Richardson-Whitfield (V. F. : Anne Rondeleux) : Nancy Adams (saison 3)
- Jenny Robertson (V. F. : Vanina Pradier) : Haley (saison 3)
- Elizabeth Lackey (V. F. : Laura Préjean) : Raquel (saison 3)

## Épisodes

### Première saison (1998)
1. Les Accrocs anonymes (Naked Again)
2. Une expérience assez gay (Vagina)
3. Trois gouines, bonjour les dégâts alias La Taularde lesbienne (Three… and You’re Out alias Lesbians on the Moon)
4. Recherche parrain désespérément (Filling the Wrong Hole)
5. Corvée de café (Black and Bitter)
6. L’Asthmatique lubrique (Hello, This Is Addictions Anonymous)
7. Pas touche à la stip-teaseuse (Don’t Fuck the Stripper)
8. Quelle chance pour moi, son sein a éclaté alias Silence, ça tourne pour Billie  (Lucky for Me Her Breast Exploded)
9. Qu’est-il arrivé à Billie Frank ? (What Ever Happened to Billie Frank?)
10. Ma maman à la télé alias Ma mère de fiction (TV Mom)
11. Rich débloque alias Le Trip à l'acide (An Embarrassment of Ritch's)
12. Faut pas en faire un fromage alias N'en faites pas un fromage (The Cheese Stands Alone)
13. C’est pour ça que ça s’appelle la drogue alias Les Grenouilles de bénitier droguées (That’s Why They Call It Dope)

### Deuxièmes saison (1999-2000)
1. Tous à l’hosto alias Ex-fan des sixties (The Grateful Living)
2. Allo vagin, ici bébé (One Birthday at a Time)
3. Un parrain à tout prix (And Now a Word From Our Sponsor)
4. Beaucoup de bris pour rien (To Bris or Not to Bris)
5. Des lendemains qui déchantent (The Fix Up)
6. Le Chanteur démoniaque (Between a Rock Star and a Hard Place)
7. La Tendance héroïne (Dude Awakening)
8. Mission quiche alias Plus malade tu meurs (Powerless Over the What?)
9. Baisers violés alias Qui aime bien, fouette bien (Bite Me)
10. Quand les accrocs rencontrent Trudy alias Conflit mère fille (Trude Awakening alias Trudy At AA)
11. Une patronne tortionnaire (Bosses, Burglars, & Back Street Babes)
12. La Putain virtuelle alias Conversations salaces (1-900-BIG-SLUT)
13. Mariage et dérapages (The 35 Year Itch)
14. Le testament ne ment jamais (Bad Will Hunting)
15. Romance et abstinence (Abstinence Makes the Heart Grow Fonder)
16. Shoot ! Jackie s’est endormie (Jackie Oh…)
17. Chassez l’alcool, il revient au goulot (Slakula)
18. Duo de comptoir (On the Rocks with a Twist of Limey)
19. Une nounou en enfer (Yes Sir, That’s My Baby)
20. Scandale sur le plateau (Star 80 Proof)
21. Une douceur des îles (Full House)
22. Qui a bu… boira (Plastered)

### Troisième saison (2000-2001)
1. Billie broie du noir (If I Could See Me Now)
2. Ciel mon mari ! (To Love and To Serve)
3. Un doigt de tendresse (Relation-slips)
4. Fesses et confessions (Truth Don’t Fail Me Now)
5. Association à trois (Me, Myself, and I)
6. Accusée Billie, levez-vous ! (Judging Billie)
7. Rendez-vous mouvementé (How Was Your Date?)
8. Nouvelle responsabilité (Do the Right Thing)
9. Sexe, auditions et autres complications (The Casting Ouch)
10. Trois hommes et un utérus (Three Men in a Womb)
11. Le Manoir des pêches ( All’s Well That Amends Well)
12. Maman les petits hôpitaux (Telltale Heart)
13. Sobriété et ébriété (Throw Mama from the Apartment)
14. Père et impairs (Ode to Billie and Joe)
15. Cinéma passion (Kiss, Kiss, Kiss…)
16. Coucher n’est pas jouer (Duck)
17. Mortel, ce rencard ! (Blessings and Dead Guys)
18. Le Gigolo de maman (Dawg Daze Afternoon)
19. Le Ratage de mon meilleur ami (Altar Ego)